# Hornsjön (Enångers socken, Hälsingland)
Hornsjön är en sjö i Hudiksvalls kommun i Hälsingland och ingår i Nianåns huvudavrinningsområde. Sjön är 7 meter djup, har en yta på 0,411 kvadratkilometer och är belägen 112 meter över havet. Sjön avvattnas av vattendraget Krokbäcken.

## Delavrinningsområde
Hornsjön ingår i det delavrinningsområde (683167-155608) som SMHI kallar för Utloppet av Hornsjön. Medelhöjden är 118 meter över havet och ytan är 1,85 kvadratkilometer. Det finns inga avrinningsområden uppströms utan avrinningsområdet är högsta punkten. Krokbäcken som avvattnar avrinningsområdet har biflödesordning 3, vilket innebär att vattnet flödar genom totalt 3 vattendrag innan det når havet efter 13 kilometer. Avrinningsområdet består mestadels av skog (64 procent) och sankmarker (13 procent). Avrinningsområdet har 0,41 kvadratkilometer vattenytor vilket ger det en sjöprocent på 22,2 procent.